# Michaił Wtułkin
Michaił Aleksiejewicz Wtułkin (ros. Михаил Алексеевич Вту́лкин; ur. 24 marca 1929, zm. 16 sierpnia 1991) – erzjański pisarz i poeta, uczeń Wasilija Radajewa, absolwent Mordwińskigo Uniwersytetu Państwowego. Uchodzi za mistrza słowa erzjańskiego.